# Mysia undata
Mysia undata ist eine Muschelart aus der Familie der Venusmuscheln (Veneridae) in der Ordnung der Venerida. 

## Merkmale
Das gleichklappige, nicht aufgeblähte Gehäuse ist im Umriss annähernd rund und misst bis etwa 38 Millimeter im Durchmesser. Sie ist auch annähernd gleichseitig, die Wirbel sitzen nur wenig vor der Mittellinie bezogen auf die Gehäuselänge. Die Lunula ist nur undeutlich begrenzt. Eine Area fehlt. Das kastanienbraune Ligament liegt innen, ist aber auch von außen sichtbar. : Inset, but highly visible, Es erstreckt sich vom Wirbel bis zum Ende des Dorsalrandes. Das Schloss weist in der rechten Klappe zwei leistenförmige Kardinalzähne, von denen der hintere Zahn gespalten ist und zwei Spitzen hat. In der linken Klappen sitzen drei Kardinalzähne; hier ist der mittlere Kardinalzahn gespalten und zweispitzig. Es sind zwei annähernd gleich große Schließmuskeln vorhanden. Die Mantellinie ist sehr tief eingebuchtet, die Bucht zeigt in Richtung des Raumes zwischen Wirbel und vorderer Schließmuskel. 
Die Schale ist dünn und zerbrechlich. Die Ornamentierung besteht aus konzentrischen Längsgruben und Anwachsstreifen. Der Gehäuseinnenrand ist glatt. Das dünne Periostracum glänzt seidig. Die Farbe reicht von weiß bis blass gelb. 

## Geographische Verbreitung und Lebensraum
Das Verbreitungsgebiet von Mysia undata erstreckt sich entlang der Küsten des Ostatlantiks von Norwegen bis nach Marokko. Sie kommt auch in der Nordsee und im Mittelmeer vor. Nachgewiesen ist sie auch in den Gewässern um die Kanarischen Inseln. 
Mysia undata lebt eingegraben in schlickigem Sand und schlickigem Kies von knapp unterhalb der Gezeitenlinie bis in etwa 70 Meter Wassertiefe. 

## Taxonomie
Die Art wurde 1777 von Thomas Pennant unter dem ursprünglichen Binomen Venus undata aufgestellt. Sie wird heute allgemein akzeptiert in die Gattung Mysia Lamarck, 1818 eingeordnet.

## Belege

### Online
- Marine Bivalve Shells of the British Isles: Mysia undata (Pennant, 1777) (Website des National Museum Wales, Department of Natural Sciences, Cardiff)